# The Impressions
The Impressions – amerykańska grupa wokalna założona w 1958, wykonująca piosenki soulowe, rhythm and bluesowe, gospel czy doo wop.
Od 1962 skład osobowy zespołu ulegał dość częstym zmianom (m.in. z uwagi na to, iż kolejni muzycy decydowali się na rozpoczęcie karier solowych). Najbardziej znani pośród nich to Curtis Mayfield i Jerry Butler.
Największymi przebojami grupy były „People Get Ready” – w 2004 utwór został sklasyfikowany na 24. miejscu listy 500 utworów wszech czasów magazynu Rolling Stone. Nagranie „For Your Precious Love” znalazło się na 327 miejscu tej listy.
Wiele innych utworów nagranych przez tę grupę znajdowało się w czołówce list popularności: „He Will Break Your Heart”, „Gypsy Woman” (1961), „It’s All Right” (1963), „Keep On Pushing” (1964), „Woman’s Got Soul”, „Amen” (1965), „We’re a Winner” (1967), „Choice of Colors” (1969) i „Check Out Your Mind” (1970). The Impressions jako zespół nie nagrywa już nowych płyt (od początku lat 80.), jednak jeszcze w 2010 był obecny na muzycznej scenie.
W 1991 roku grupa została wprowadzona do Rock and Roll Hall of Fame.

## W grupie występowali
- Jerry Butler – śpiew
- Arthur Brooks – trąbka
- Richard Brooks – śpiew
- Fred Cash – śpiew, gitara basowa
- Sam Gooden – śpiew
- Leroy Hutson – (ur. 4 czerwca 1945) – śpiew, fortepian
- Ralph Johnson – śpiew
- Curtis Mayfield – śpiew, gitara
- Reggie Torian – śpiew

## Dyskografia
- 1963 The Impressions
- 1964 Keep on Pushing
- 1964 The Never Ending Impressions
- 1965 One by One
- 1965 People Get Ready
- 1966 Ridin’ High
- 1967 The Fabulous Impressions
- 1968 We’re a Winner
- 1968 This Is My Country
- 1969 The Young Mods’ Forgotten Story
- 1969 The Versatile Impressions
- 1969 Amen
- 1970 Check out Your Mind!
- 1972 Times Have Changed
- 1973 Preacher Man
- 1974 Finally Got Myself Together
- 1974 Three the Hard Way
- 1975 First Impressions
- 1975 Sooner or Later
- 1976 It’s About Time
- 1976 Originals
- 1976 Loving Power
- 1979 Come to My Party
- 1981 Fan the Fire